# Дыховичный, Абрам Ионович
Абрам Ионович Дыховичный  (при рождении Аврум Йойнович; 23 января 1882, Каменец-Подольский — 21 ноября 1963, Москва) — русский и советский материаловед, инженер-строитель, профессор Московского горного института (1935). Разработчик новых технологий при строительстве крупных сооружений, автор ряда работ по материаловедению строительных материалов.

## Биография
Абрам Ионович Дыховичный родился 23 января (по старому стилю) 1882 года в Каменце-Подольском в семье орининского мещанина Иойны Вольфовича Дыховичного и Крейзли Алтеровны Берлинбер. Позже семья переехала в Киев, где поселилась на Большой Васильковской улице.
В 1909 году закончил Киевский политехнический институт. Работал в Москве, незадолго до революции был заведующим технической конторой строительного отдела торгового дома «Шпис и Прен», который занимался торгово-посредническими операциями. В 1924 году открыл «Строительную контору инженера А. И. Дыховничного».
С 1925 года на преподавательской работе, читал курс «Технологии» в Московской горной академии, а после ее разделения в 1930 году на шесть самостоятельных вузов — в Московском горном институте. С 1935 года — профессор. Кроме того, преподавал в НТУ ВСНХ СССР и ВАИ. В 1939 году окончил институт Марксизма-Ленинизма.
Будучи известным материаловедом, разрабатывал новые технологии при строительстве крупных сооружений, был автором ряда работ по материаловедению строительных материалов и учебников, выдержавших множество переизданий. В 1930 году был членом комиссии по выработке общесоюзных норм и технических условий строительного проектирования при Всесоюзном комитете по стандартизации (ВКС).
Член Президиума Обкома высшей школы и научных учреждений с 1939 по 1941 год. Член Союза архитекторов СССР с 1959 года.
Примерно до 1930 года проживал на Остоженке, в 1-м Ильинском (ныне 1-м Обыденском) переулке, позже перебрался в бывший доходный дом братьев Грибовых по адресу Машков переулок, дом 1.
Скончался 21 ноября 1963 года в Москве. Урна с прахом захоронена в колумбарии на Новодевичьем кладбище.

## Семья
- Жена — Анна Моисеевна Дыховичная (1888—1981), зубной врач. 
  - Дети — Владимир Абрамович Дыховичный, драматург, писатель-сатирик, поэт и эстрадный чтец-декламатор; Юрий Абрамович Дыховичный, архитектор, конструктор, инженер-строитель, теоретик строительного проектирования; Нина Абрамовна Дыховичная, инженер-конструктор, заслуженный строитель РСФСР, лауреат Государственной премии СССР, двух премий Совета Министров СССР.
    - Внук — актёр, режиссёр и телеведущий Иван Владимирович Дыховичный. Правнук — главный редактор радиостанции «Эхо Москвы» Алексей Алексеевич Венедиктов.

## Избранные труды[7]
- Бетоно-строительный справочник для инженеров, техников и студентов: Около 700 черт. в тексте / Пер. с нем. инж-ров Н. Н. Бернацкого, Л. И. Будневича, С. Г. Рабинович и С. Е. Фрида; Под ред. инж. А. И. Дыховичного. Москва: Государственное техническое издательство, 1927.
- Мерш, Э. Неразрезные балки: учебное пособие для втузов / Э. Мёрш; пер. с нем. А. И. Дыховичного. М.—Л.: Госстройиздат, 1933. — 248 с.
- Кручение бетонных и железобетонных брусьев / Проф. А. И. Дыховичный. М.—Л.: ОНТИ, Главная редакция строительной литературы, 1938.
- Строительная механика: Сокр. курс / А. И. Дыховичный, проф. М.—Л.: Стройиздат, 1949.
- Дыховичный А. И. Основы расчёта и конструирования железобетона. М.—Л.: Углетехиздат, 1950.
- Основы расчёта и конструирования железобетона / А. И. Дыховичный. — 2-е изд., доп. и перераб. М.: Углетехиздат, 1952.
- Строительная механика: Сокр. курс / А. И. Дыховичный, проф. — 2-е изд., перераб. М.: Государственное издательство литературы по строительству и архитектуре, 1953.
- Дыховичный А. И., Дыховичный Ю. А. Железобетонные конструкции (С примерами их применения в угольной промышленности). М.: Углетехиздат, 1957.
- Дыховичный А. И. Строительная механика: Сокр. курс]. — 3-е изд., перераб. М.: Углетехиздат, 1959.
- Железобетонные конструкции и их применение в шахтном строительстве / А. И. Дыховичный, Ю. А. Дыховичный. — Изд. 2-е. — М.: Госгортехиздат, 1962.
- Строительная механика: Сокр. курс / А. И. Дыховичный. — Изд. 4-е, переработ. М.: Высшая школа, 1966.